# Een beeld van Bronner

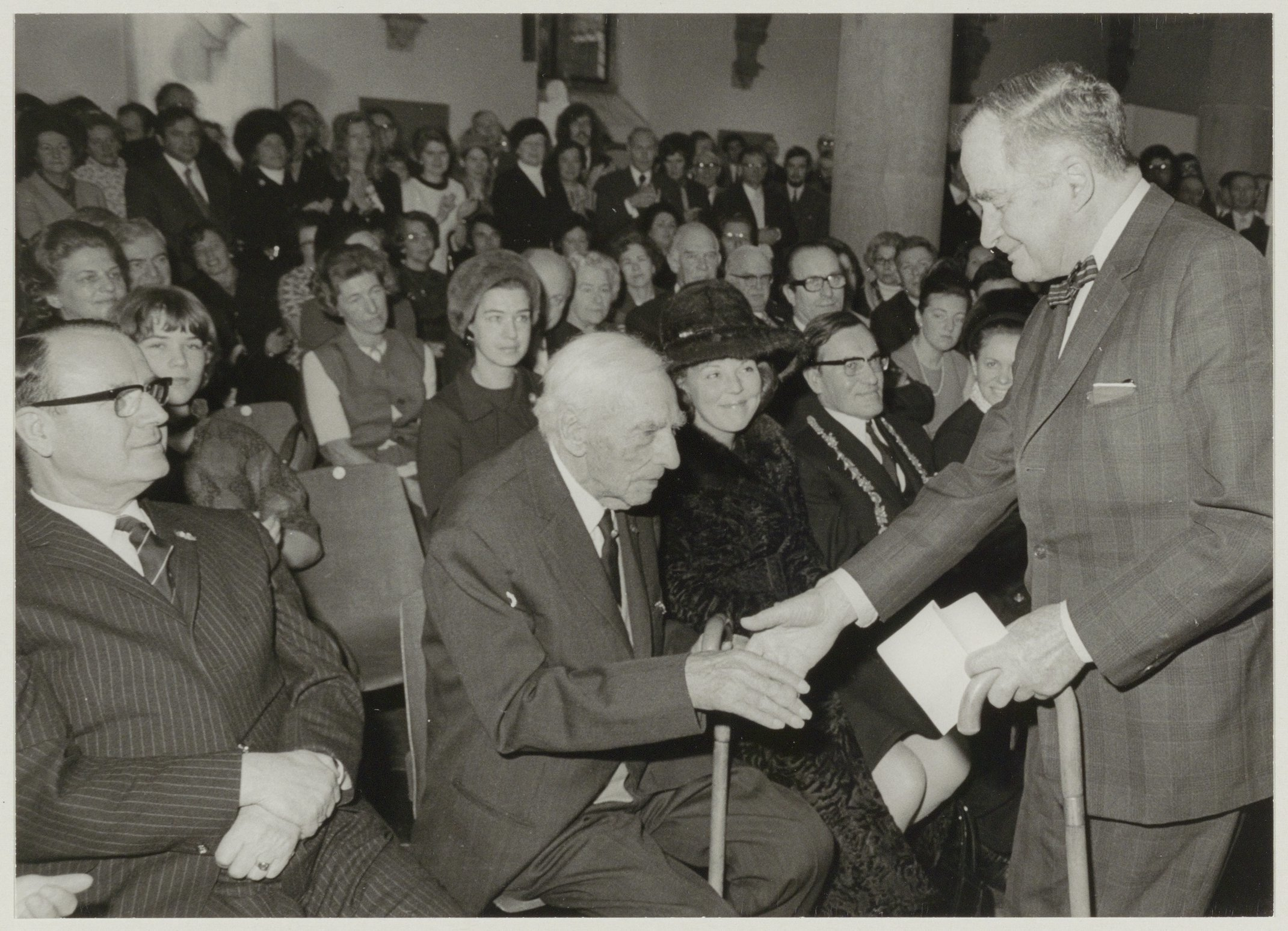
Bronner wordt gefeliciteerd door dichter Roland Holst. Zittend v.l.n.r. commissaris der koningin Kranenburg, Bronner, prinses Beatrix en burgemeester De Gou.

Een beeld van Bronner (1971-1972) was een beeldententoonstelling in de Nederlandse stad Haarlem, ter gelegenheid van de 90e verjaardag van beeldhouwer Jan Bronner.

## Achtergrond
Jan Bronner (1881-1972) groeide op in Haarlem, waar zijn vader huisschilder was. Hij werd opgeleid aan de Haarlemse School voor Bouwkunde, Versierende Kunsten en Kunstambachten en studeerde verder aan de Rijksakademie van beeldende kunsten in Amsterdam, Twee jaar na het afronden van zijn opleiding werd hij benoemd tot hoogleraar; hij was van 1914 tot 1947 aan de Rijksakademie verbonden en leidde circa 150 leerlingen op. Na het winnen van een ontwerpwedstrijd kreeg hij in 1914 van de gemeente Haarlem de opdracht een Hildebrandmonument te maken. Deze beeldengroep was in 1948 gereed, maar werd pas in 1962 in de Haarlemmerhout onthuld. Een deel van het monument werd getoond tijdens de tentoonstelling De Camera Obscura in woord en beeld in 1952 in de Vleeshal.
Een beeld van Bronner
Ter gelegenheid van Bronners 90e verjaardag werd de tentoonstelling Een beeld van Bronner georganiseerd in De Hallen, dependance van het Frans Hals Museum, aan de Grote Markt in Haarlem. Er waren diverse werken van Bronner te zien. Bronner had daarnaast 50 van zijn leerlingen uitgekozen, onder wie Mari Andriessen, Piet Esser en de dan al overleden Frits van Hall, van wie elk drie sculpturen werden getoond. De tentoonstelling toonde het belang van Bronner voor de ontwikkeling van de 20e-eeuwse beeldhouwkunst in Nederland. "Als pedagoog van enkele generaties beeldhouwers en als filosoof van de moderne, 'architectonische' richting binnen de Nederlandse beeldhouwkunst heeft hij niet alleen een grote rol gespeeld in de emancipatie van zijn ambacht, maar tevens een belangrijke bijdrage geleverd aan de heropleving van een discipline die hier te lande al enkele eeuwen nauwelijks bestaansrecht genoot."
De expositie werd op Bronners verjaardag, 24 december 1971, geopend door prinses Beatrix, in aanwezigheid van onder anderen commissaris der koningin F.J. Kranenburg en burgemeester Leonard de Gou. De prinses bood Bronner het boek Een beeld van Bronner aan, waarin naast een overzicht van zijn werk samenvattingen van interviews met Bronner zijn opgenomen.
Bronner overleed een aantal maanden na de tentoonstelling, in het Rosa Spier Huis in Laren.

## De leerlingen van Bronner
Onderstaande namen worden vermeld in de brochure De leerlingen van Bronner bij het boek en de tentoonstelling Een beeld van Bronner, daarachter worden de jaartallen vermeld waarin de genoemde leerlingen aan de Rijksakademie les kregen van professor Bronner.
- Mari Andriessen 1917-1923
- Nina Baanders-Kessler 1934-1938
- Nel Bakema 1930-1935
- Dirk Bus 1931-1932
- Wessel Couzijn 1933-1936
- H.J.J. Dannenburg 1945-1947
- Emmy Draaisma-Haije 1942-1944, 1945-1947
- V.P.S. Esser 1934-1939
- P. Grégoire 1938-1941
- Ben Guntenaar 1942-1944
- Henri van Haaren 1940-1944, 1945-1947
- Frits van Hall 1918-1923
- Hank Hans 1940-1944
- Everdine Henny 1935-1937
- J.A. Hilbers 1943-1948
- Anne Hofte 1945-1950

- P.H. d'Hont 1936-1940
- Wim van Hoorn 1935-1938
- Cor Hund 1941-1946
- Willy Hund-Smit 1936-1942
- Nel Klaassen 1928-1932
- Carel Kneulman 1941-1944
- Paul Koning 1934-1939
- Jeanne Kouwenaar-Bijlo 1935-1938, 1941-1943
- Johan Limpers 1939-1940
- Jan van Luyn 1934-1939
- Jan P.W. Meefout 1941-1944, 1945-1948
- Eva Mendlik 1946-1951
- Louise Metz 1937-1941
- Nico Onkenhout 1937-1944
- Theresia van der Pant 1946-1950
- Jacques van Rhijn 1945-1946

- Gerarda Rueter 1924-1930
- Jant Sawade-Smit 1936-1938
- André P. Schaller 1938-1944
- Kees Schrikker 1926-1930
- René van Seumeren 1945-1949
- Frits Sieger 1923-1930
- L.H. Sondaar 1927-1930
- A. Sondaar-Dobbelman 1927-1930
- Niel Steenbergen 1934-1936
- Cor van Teeseling 1935-1938
- Arie Teeuwisse 1941-1944, 1945-1946
- Albert Termote 1915-1917
- Bé Thoden van Velzen 1928-1934
- Gerrit van der Veen 1928-1930
- L. Wezelaar-Dobbelman 1942-1944
- H.J.M. Zweerus 1939-1944

## Selectie getoond werk

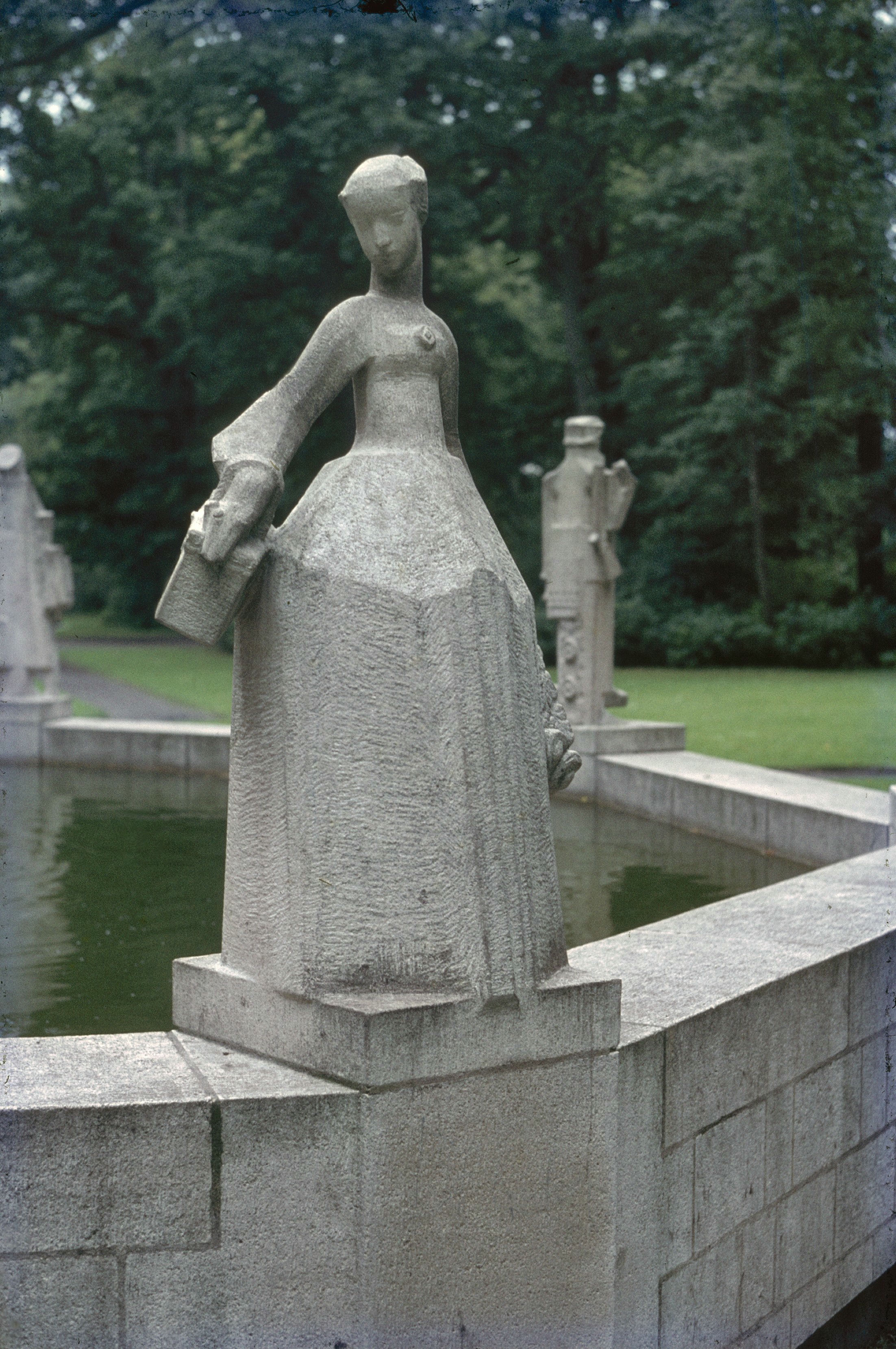
Suze Noiret van Jan Bronner
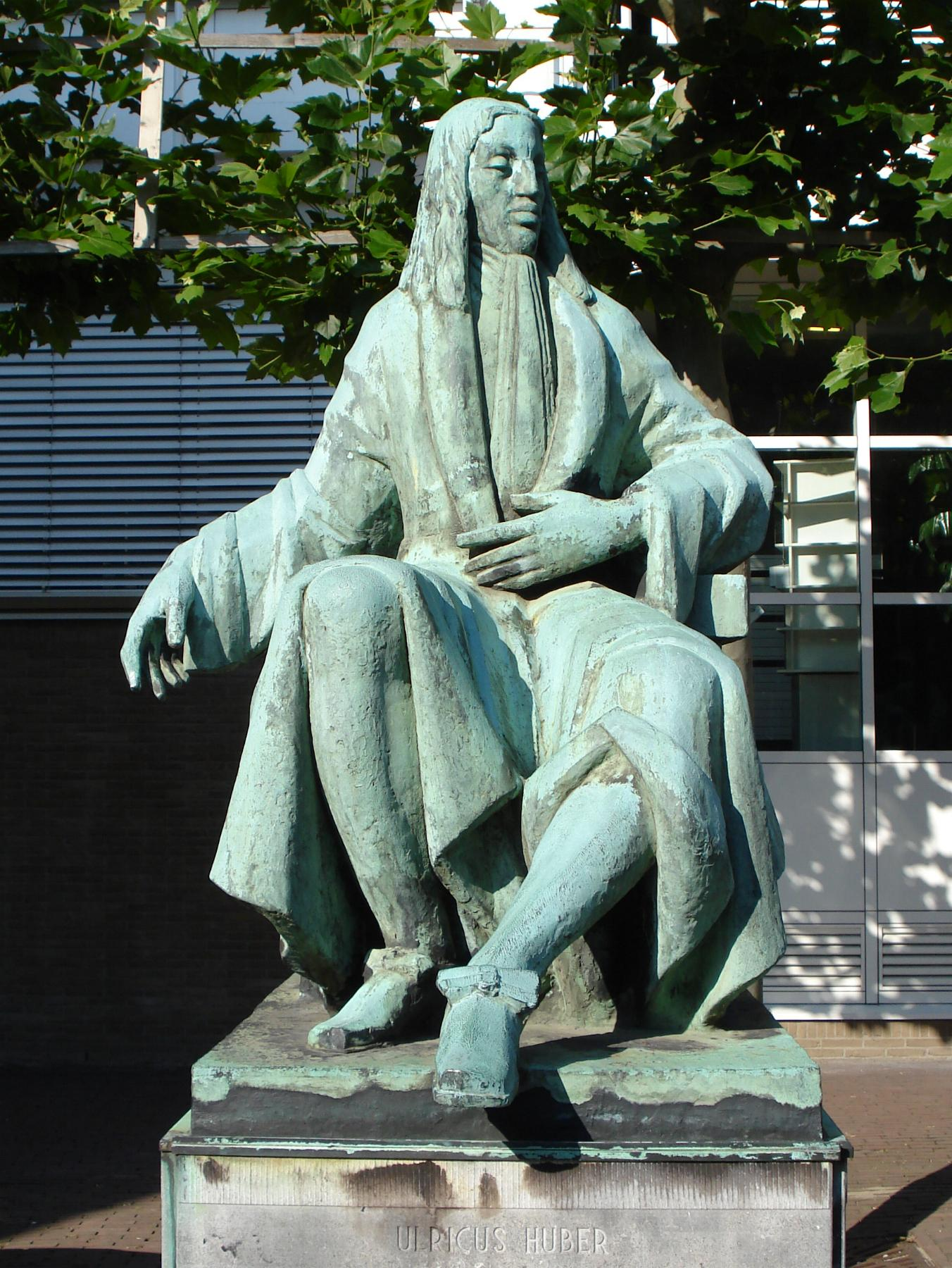
Model van het standbeeld van Ulricus Huber van Frits van Hall
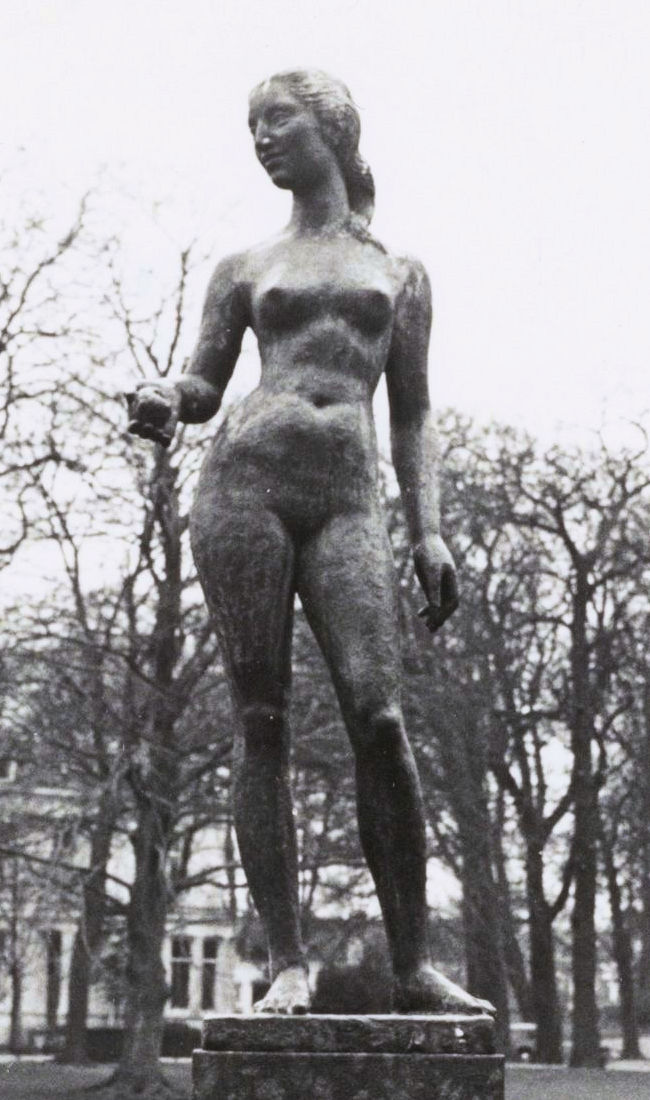
Eva van Johan Limpers
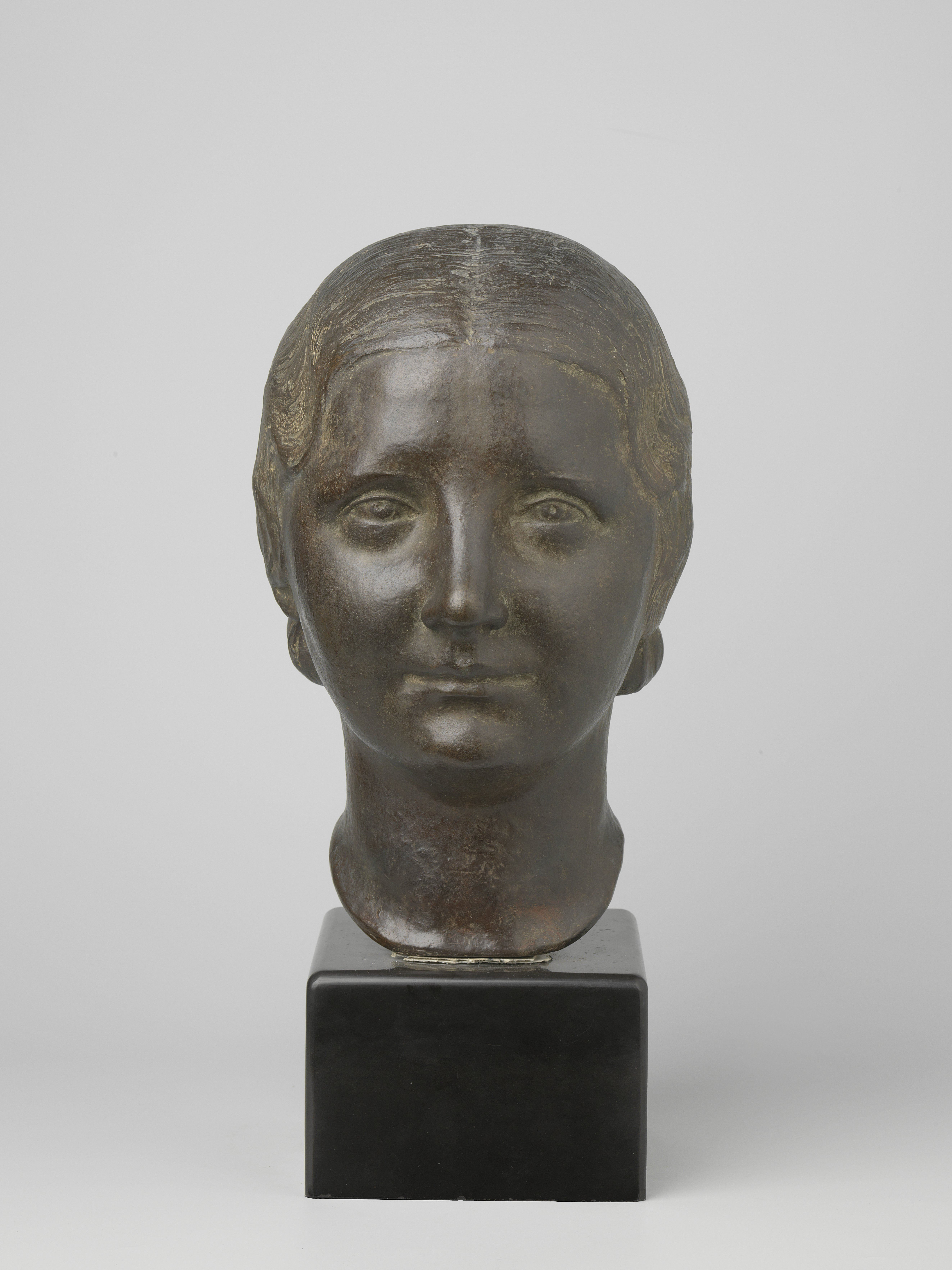
Portretkop van prinses Juliana van Gerrit van der Veen